# 策略聯盟
策略聯盟、雙贏策略、合作夥伴：是由兩家或兩家以上的公司或團體，基於共同的目標而形成，包括正式法律上與私底下非正式的合作關係；這樣的關係比單純是賣主與客戶的關係更深，又不像商業併購這樣的絕對。各取所需、截長補短、各有優勢長處、相互合作。
公司之間形成策略聯盟的原因大略有以下幾點：
- 市場開發

例如肯德基為了在日本開設連鎖店，而與三菱集团進行策略聯盟的合作，以利用三菱對日本市場的熟悉。
- 成本或風險分散

例如多家航空公司參與星空聯盟的合作的部分原因即是為了結合各家公司的資源，並分攤開發新型噴射引擎的鉅額成本。
- 圍堵或吸收競爭者

例如雅虎與微軟開放各自所屬的即時通軟體（MSN Messenger 與雅虎通）互通，即是為了防堵Google的強勢進逼，並對美國線上（提供AOL Messenger即時傳訊軟體）造成極大的競爭壓力。
策略聯盟：包含各種形式和各種規模，從契約協議到股份購買、相互持股等方式。

## 各種策略聯盟
依規模區分：
- 兩家公司參與
  - 非正式合作
  - 契約協議（contractual agreements）
  - 合資公司（joint venture）
  - 股權投資（equity participation）
- 兩家以上公司參與
  - 非正式合作
  - 聯盟

依合作領域區分：
- 功能性策略聯盟（functional alliances）
  - 生產聯盟（production alliances）
  - 行銷聯盟（marketing alliances）
    - 產品或服務聯盟：某公司授權他公司生產產品，或共同行銷成員公司的互補性產品或新產品。
    - 促銷聯盟：某公司同意為他公司的產品或服務促銷，如麥當勞與迪士尼過去的合作關係。
    - 物流聯盟：某公司為他公司提供物流服務，如台灣物流業者與各地土產銷售商的合作。
    - 異業聯盟：某公司為他他公司提供多樣性非自己公司的服務，採用授權、加盟取的銷售權，彼此合約限定其佣金與可用範圍。
    - 定價合作：數家公司共同參與特殊定價的合作，常見於美國旅館業與租車業之間的折扣合作。

  - 研發聯盟（R&D alliances）
- 全面性策略聯盟（comprehensive alliances）

依形式區分：
- 契約
  - 授權
    - 交互授權

  - 加盟
  - 共同研發
  - 管理合約
  - 整廠輸出
- 持股
  - 成立新公司
    - 獨立的合資公司
    - 國際企業的非獨立合資公司

  - 現存實體：
    - 股權取得
    - 股權交換